# Marija Petrovikj
Marija Petrovikj (Skopje, 15 aprile 1987) è una pallavolista macedone.
Gioca nel ruolo di schiacciatrice ed opposto nel Forlì.

## Carriera
La carriera di Marija Petrovikj inizia nelle giovanili del Rabotnicki Kometal Student Skopje; il debutto da professionista avviene nella stagione 2005-06 quando viene ingaggiata dal CSKA Sofia, club militante nel massimo campionato bulgaro. Nell'annata successiva ritorna in patria per giocare con il Forza Skopje, a cui rimarrà legata per sei stagioni.
Per il campionato 2012-13 veste la maglia del DAS Oreokastro, nella A1 League greca, mentre in quello successivo passa al Forlì, nella Serie A1 italiana.